# Badri csata
A badri csata 624. március 15-én (muszlim időszámítás szerint 2. ramadán 19.) zajlott le az ekkor két éve Jaszribba települt Mohamed próféta hívei, és a gazdag kereskedőváros, Mekka hadserege között.

## Előzmények
Az észak-déli karavánkereskedelem ellenőrzéséből meggazdagodott mekkaiak számára kellemetlen tanokat hirdető Mohamedet 622-ben arra késztették, hogy áttelepüljön a ma Medinaként ismert Jaszrib városába híveivel együtt. Itt döntőbírói minőségben ismerték csak el, bár jómaga azon fáradozott, hogy prófétaságát és küldöttségét vegyék figyelembe. Híveinek ellátásáról csak ideig-óráig tudott gondoskodni maroknyi medinai híve, így új eszközhöz kellett nyúlnia: a dzsáhilijja korában oly gyakori portyázásokra (gazva, tbsz. magází) buzdította a vele együtt áttelepült muszlimokat (muhádzsirún), melyek célpontja kezdettől fogva Mekka karavánkereskedelme volt.
624 januárjában, a pogány kor egyik szent – értsd: harcmentes – hónapjában került sor az első sikeres rajtaütésre, nem messze Mekkától. A kereskedők városa eltökélte, hogy bosszút áll Mohameden és hívein. A sikeres portya hatására egy vezető medinai személyiség, Szaad bin Muádz hajlandóvá vált az iszlám tanítását követő medinai „segítőkkel” (anszár) részt venni a további rablásokban.
Nemsokára hírt kaptak egy mintegy 1000 tevéből álló, Gázából Mekka felé 50 000 dénárnyi összértékű karavánról, amely a tervek szerint Jaszrib közelében haladt volna el. Mohamed és szövetségesei gyorsan kiállítottak egy kb. 320 fős sereget. A karaván vezetője, Abu Szufján azonban értesült a medinaiak készülődéséről, és útirányt változtatott, így áruja békében befuthatott Mekka városába. Mégis harcra került sor, mert az értékes portéka védelmére kirendelt, mintegy 900 fős mekkai különítmény parancsnoka, Abu Dzsahl példát akart statuálni.

## Az ütközet
Mégoly meggyőző háromszoros túlerő birtokában sem volt szokás harcba bocsátkozni a pogány Arábiában, de rendes esetben ekkora ellenféllel sem bocsátkozott volna harcba a gyengébbik fél. Ebben az esetben mégis csata kezdődött, mert Mohamed meg akarta erősíteni híveinek elkötelezettségét, Abu Dzsahl pedig mindenáron véget kívánt vetni a Mohamed és az iszlám jelentette gondoknak. Ezen túlmenően mindkét sereg olyan pozícióba került, ahonnan a korabeli erkölcsi rend szabályai szerint megszégyenülés nélkül nem vonulhattak vissza.
A csata lefolyása kevéssé ismert. A muszlimok egy kút kivételével eltömték az összes badri vízlelőhelyet, ez pedig nyílt kihívást jelentett az addig egy domb takarásában veszteglő mekkaiak számára. Az ütközet párharcokkal kezdődött, és óriási muszlim győzelemmel végződött. A halott mekkaiak között volt Abu Dzsahl és számos másik városi előkelőség, ami komoly érvágást jelentett a kereskedőelit számára. A jelentős zsákmányt egyenlően osztották fel a résztvevők között.

## Következmények
A badri győzelem mind vallási, mind politikai szempontból fontos esemény volt. A túlerőre mért csúfos vereség sokak szemében az isteni gondviselés jele volt, és mind több medinai karolta fel az iszlám ügyét. Másfelől az is bebizonyosodott, hogy Mohamed és támogatói valódi, komoly fenyegetést jelentenek Mekka kereskedelmére, ezen keresztül pedig társadalmi rendjére és egyáltalán létére is. Az ellencsapás nem sokat váratott magára: 625-ben mekkai haderő indult Medina ellen, és a harcra kényszerítette Uhudnál.